# Società Italiana Automobilistica Lentz
Società Italiana Automobilistica Lentz (SIAL) è stata una storica società italiana produttrice di automobili con il marchio "Oria".